# Бабушкіна Христина Костянтинівна
Христина Костянтинівна Бабушкіна (нар.. 18 січня 1978, Іркутськ, РРФСР, СРСР) — російська актриса театру і кіно.
Фігурант бази даних центру «Миротворець» (порушення державного кордону України, участь у кінозйомках в анексованому РФ Криму).

## Біографія
Народилася 18 січня 1978 року в місті Іркутськ в родині музикантів. Батько — Костянтин Степанович Бабушкін, музикант (гобой), грав в обласному губернаторському оркестрі. Мати — Ольга Станіславівна, музичний педагог, керувала камерним хором в місцевій філармонії, викладала в музичному коледжі.
У 2002 році закінчила Школу-студію МХАТ (курс О. Табакова) і була прийнята в трупу Московського художнього театру ім. А. П. Чехова.

## Особисте життя
Бабушкіна була одружена з актором Станіславом Дужниковим, від якого в 2007 році народила доньку Устинью. Пізніше вийшла заміж за бізнесмена Андрія Гацунаєва.

## Творчість

### Ролі в театрі
- «Амадей» П. Шеффера (реж. М. Розовський) — Вентічеллі
- «Вічність і ще один день» М. Павича (реж. В. Петров, 2002) — пані Бранкович
- «Тероризм» братів Преснякових (реж. К. Серебренников, 2002)
- «Той, хто отримує ляпаси» Л. Андрєєва (реж. Р. С. Рантала, 2002) — Зінаїда
- «Обломов» М. Угарова за І. А. Гончаровим (реж. А. Галібін, 2003) — Дівчина
- «Учитель словесності» В. Семенівського (реж. М. Шейко, 2003) — Дар'я
- «Легкий присмак зради» В. Ісхакова (реж. М. Бруснікіна, 2003) — Людмила
- «Міщани» М. Горького (реж. К. Серебренников, 2004) — Тетяна
- «Біле на чорному» Р. Гальєго (реж. М. Бруснікіна, 2004)
- «Річка з швидкою течією» В. Маканіна (реж. М. Бруснікіна, 2006) — Геля і Лікар
- «Кіже» Ю. Тинянова (реж. К. Серебренников, 2009) — Фрейліна, дівчинка Авдотья, Катерина II
- «Привиди» Е. Де Філіппо (реж. Є. Писарєв, 2010) — Армида
- «Васса Желєзнова» М. Горького (реж. Л. Еренбург, введення — 2011) — Анна Оношенкова
- «Пролітних гусак» В. Астаф'єва (реж. М. Брусникина, 2001)
- «Обрив» І. Гончарова (реж. А. Шапіро, 2010) — Марина
- «Дім» Є. Гришковця (реж. С. Пускепаліс, 2011) — Оля
- «Новий американець» С. Довлатова (реж. П. Штейн, введення — 2011) — майор Бєляєва
- «Тригрошова опера» Б. Брехта (реж. К. Серебренников, введення — 2011) — Дженні
- «Білосніжка і сім гномів» Л. Устинова і О. Табакова (реж. М. Миронов, 2011) — Королева
- «Кола / Твори» Ж. помру (реж. Б. Жак-Важман, 2013)
- «№ 13D» Р. Куні (реж. М. Машков, 2014 року) — Памела
- «Наш Федот в Тольятті живе, або Як ми сім'єю Федота вибирали» (Реж. В. В. Щелканов 2017) — Нянька
- «У місті Лжедмітрове» (реж. М. Віторган, 2019) — Кіра

### Фільмографія
1. 2001 — Далекобійники (серія № 18 «Форс-мажор») —  Валентина
2. 2002 — Зірка —  епізод
3. 2002 — Шукшинські оповідання (новела «Гена Пройдисвіт») —  Нюра
4. 2003 — Здрастуй, столиця! —  Галка, повія
5. 2003 — Москва. Центральний округ — #  2005 — Великогабаритні —  Маша Мишанская
6. 2005 — Примадонна —  Зойка («Банкір»), подруга Жанни Арбатової («Примадонни») і «Міледі»
7. 2006 — Національне надбання — #  2007 — Подруга банкіра —  Зоя
8. 2007 — Тінь батька —  Ксенія
9. 2007 — Учитель в законі —  Тетяна Анциферова
10. 2007 — Слухаючи тишу —  Жанна, мати Іллі
11. 2008 — Сплячий і красуня —  Юля
12. 2008 — Ніхто не знає про секс 2: No sex —  Волобуєва
13. 2008 — Бій місцевого значення —  Настена
14. 2008 — Дівчинка —  Зоя Устинова
15. 2008 — Листоноша — #  2009 — Найкращий фільм 2 —  фізрук
16. 2009 — Вердикт —  Тамара Скрипцова, медична сестра, присяжного засідателя в суді
17. 2009 — Господиня тайги —  Маша
18. 2009 — Аннушка —  тітка Галя
19. 2009 — Французький лікар —  Тетяна Зеленцова
20. 2010 — Холодне серце —  Тетяна Зеленцова
21. 2010 — Не треба засмучуватися —  Нінель
22. 2010 — Воробей —  Настя, мати Миті Воробйова на прізвисько «Воробей»
23. 2010 — Учитель в законі. Продовження —  Тетяна Анциферова, капітан міліції
24. 2010 — Земський лікар —  Лариса, медсестра
25. 2010 — Самка —  Жанна, дружина Івана (снігова людина)
26. 2010 — Доктор Тирса —  Ніна Рогозіна, чемпіонка з важкої атлетики
27. 2010 — Назад до СРСР —  Валентина, продавчиня в магазині
28. 2010 — Російська Голлівуд. Діамантова рука 2 (документальний фільм) —  дружина Семена Семеновича
29. 2010 — Чорні вовки —  Валентина, сусідка
30. 2010 — Папа Гамлета —  Ксенія
31. 2011 — Ялта-45 —  Люська, конвоїр, єфрейтор
32. 2011 — Дружина генерала —  Раїса
33. 2011 — Мій хлопець - ангел —  лікар служби швидкої медичної допомоги
34. 2011 — Земський лікар. Продовження —  Лариса, медсестра
35. 2011 — Земський лікар. Життя заново —  Лариса, медсестра
36. 2012 — Раз, два! Люблю тебе! — Олена, працівниця місцевої шоколадної фабрики, найкраща подруга Марини
37. 2012 — Віддам дружину в хороші руки —  Оксана
38. 2012 — Колишня дружина —  Анжела Кіслевська
39. 2013 — Я - Ангіна! —  Маруся (на прізвисько «Ангіна»), дружина Василя
40. 2013 — Земський лікар. Повернення —  Лариса, медсестра
41. 2013 — Зозуленька —  Ельвіра Макарівна
42. 2014 — Одного разу —  Матильда, класний керівник
43. 2014 — Перелітні птиці —  Любов Андріївна, місцева мешканка
44. 2014 — Чудотворець —  Ольга Баранова
45. 2014 — Тихе полювання —  Олена Гурова («Біла пантера»)
46. 2014 — Земський лікар. Любов всупереч —  Лариса, медсестра
47. 2014 — Боцман Чайка —  Варвара Поривай, фізрук, «жінка-танк»
48. 2015 — Чоловік за викликом —  Алевтина, гостя з села в пошуках чоловіка в Москві
49. 2015 — Духless 2 —  Оксана Маслова, підполковник, молодший радник юстиції
50. 2015 — Весь цей джем —  Олександра (Шура)
51. 2015 — З небес на землю —  Марія (Маня) Поліванова, автор детективних романів
52. 2015 — Країна чудес —  Наташа, наречена Лєвана Гогія
53. 2015 — Нерозрізані сторінки —  Марія (Маня) Поліванова, автор детективних романів
54. 2015 — Один день, одна ніч —  Марія (Маня) Поліванова, автор детективних романів
55. 2015 — Чумацький шлях —  Марина, дружина Гігі, мати Діми
56. 2016 — Від першого до останнього слова —  Марія (Маня) Поліванова, автор детективних романів
57. 2016 — Учитель в законе. Сутичка —  Тетяна Анциферова, капітан міліції
58. 2016 — Моя улюблена свекруха —  Людмила
59. 2016 — Нічна варта — Тетяна, співробітник відділу по нагляду за представниками альтернативної життя (відділу «Н-Нежить»)
60. 2017 — Кривава бариня —  Авдотья Іллівна Ковальова, селянка, «права рука» поміщиці Дар'ї Салтикової
61. 2017 — Оптимісти —  Тамара Іванівна, буфетниця
62. 2018 — Про що говорять чоловіки. Продовження —  Люда, секретарка Прохорова
63. 2018 — Вічне життя Олександра Христофорова —  незадоволена матуся, невістка прокурора
64. 2020 — Псих —  Світлана
65. 2020 — Безпринципні —  дружина генерала
66. 2021 — Корпорація Ad Libitum — редактор

## Визнання і нагороди
- За роль Василини у виставі Адольфа Шапіро «На дні» в Театрі під керівництвом Олега Табакова була удостоєна премії «Дебют 2001».
- За роль Тетяни в спектаклі Кирила Серебренникова «Міщани» нагороджена премією газети « Московський комсомолець» (2004).
- За роль в телефільмі «Аннушка» реж. С. П. Никоненко, спеціальний приз телекінофоруму «Разом».